# Radio Frankfurt
Radio Frankfurt est une radio privée locale de Francfort-sur-le-Main.

## Histoire
Avant la reprise par The Radio Group, elle s'appelait Energy Rhein-Main et faisait partie de NRJ Group.